# Liste des périodiques britanniques du XVIIIe siècle

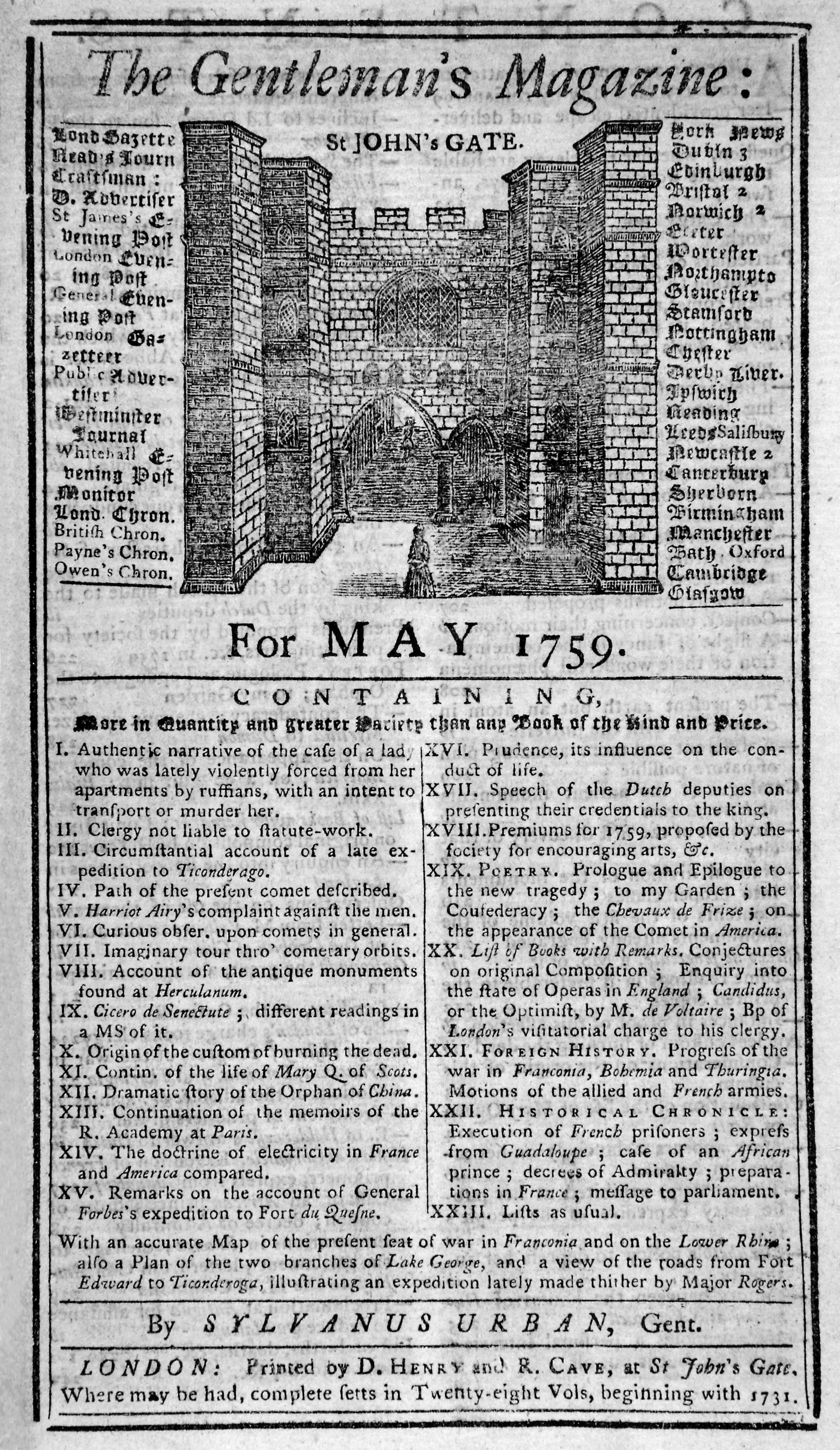
Première page du The Gentleman's Magazine, mai 1759

Cette liste de périodiques britanniques du XVIIIe siècle exclut les quotidiens.
- The Tatler
- The Spectator, (1711–1714) quotidien 1711–1712, fondé par Joseph Addison et Richard Steele, en 1714 trois fois par semaine pendant six mois, mais recueilli sous forme de livre, il est resté extrêmement populaire pour le reste du siècle.
- Vetusta Monumenta (1718–1906), documents anciens illustrés à intervalles intermittents, publiés par la Society of Antiquaries of London.
- The Gentleman's Magazine (1731–1907). Mensuel.
- The London Magazine (1732–1785)
- The Bee (1733–1735). Fondée par Eustace Budgell[1].
- Lloyd's List (1734–). Hebdomadaire, puis bi-hebdomadaire.
- The Scots Magazine (1739–1826).
- The Universal Magazine of Knowledge and Pleasure (1747–1814). Mensuel. Les éditeurs comprenaient James Hinton, W. Bent et Percival Stockdale.
- The Monthly Review (1749–1845). Mensuel. Fondée par Ralph Griffiths et Robert Dodsley. Oliver Goldsmith était un contributeur.
- The Rambler (1750–1752). Deux fois par semaine.
- The World (1753–1756). Chaque jeudi. Fondé par "Adam Fitz-Adam" (c'est-à-dire Edwin Moore) et publié par les Dodsley.
- The Connoisseur (1754–1756). Hebdomadaire.
- The Critical Review (1756–1817)
- The London Chronicle (1756-1823), trois fois par semaine.
- The Annual Register (1758–). Annuellement.
- The Bee (1759–1759)
- Exeter Mercury ou West Country Advertiser, plus tard Trewman's Exeter Flying Post (1763–1917)
- The Gospel Magazine (1766–)
- Theological Repository (1769–1771, 1784, 1786, 1788)
- Town and Country Magazine (1769–)
- Lady's Magazine (1770–1837). Mensuel.
- The Building Magazine (1774–1778)
- Wesleyan Methodist Magazine (1778–1969). Mensuel.
- The Arminian Magazine (1778–1913)
- The European Magazine, and London Review (1782–1826). Fondé par James Perry; plus tard édité par Isaac Reed.
- A New Review (1782–1786). Edité par Paul Henry Maty.
- Annals of Agriculture (1784–1815). Démarré par Arthur Young.
- The New Town & Country Magazine (1787–1789)
- The Analytical Review (1788–1799)
- The Botanical Magazine, puis Curtis's Botanical Magazine (1787–)
- The Observer (1791–). Hebdomadaire.
- The Sporting Magazine. (1792–). Mensuel.
- British Critic. Trimestriel (1793–1826)
- Anthologia hibernica (1793–1794). Publié à Dublin.
- The Monthly Mirror (1795–1811). Fondée par Thomas Bellamy[2].
- The Tribune (1795–1796). Edité par John Thelwall
- The Aberdeen Magazine, ou, Universal Repository. (1796–1798)
- The Monthly Magazine (1796–1825). Fondé par Sir Richard Phillips, édité par John Aikin
- The Watchman (1796). Fondé et édité par Samuel Taylor Coleridge
- The Anti-Jacobin, ou, Weekly Examiner (1797–1798)
- The Anti-Jacobin Review (1798–1821)
- The Philosophical Magazine (1798–)
- The Asiatic annual register (1799–1811)
- Conjuror's Magazine (1791–1794?)